# Stercorarius antarcticus antarcticus
El págalo pardo subantártico, skúa parda subantártico, o salteador pardo subantártico,  (Stercorarius antarcticus antarcticus), es la subespecie típica de la especie Stercorarius antarcticus, un ave marina del género Stercorarius. Habita en las frías aguas marinas del sudeste de América del Sur en el océano Atlántico sur, migrando al norte en el invierno.

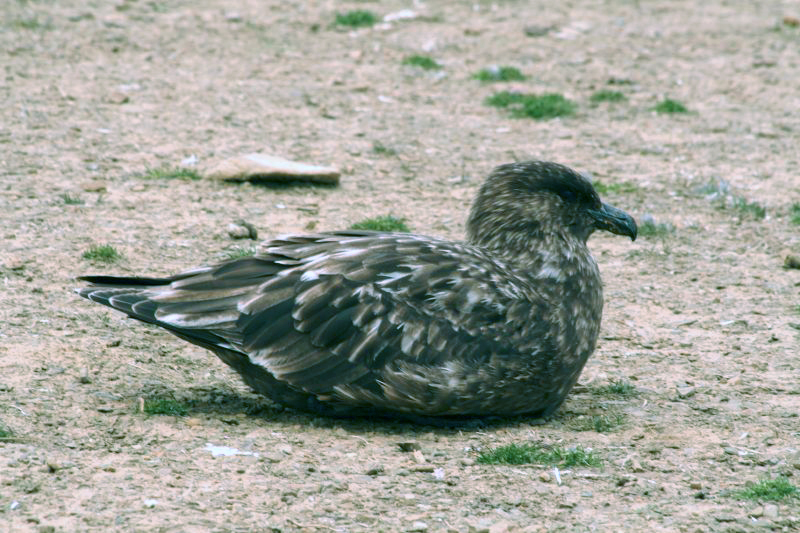
Un ejemplar de Stercorarius antarcticus antarcticus en las islas Malvinas.

## Características
Es un ave fuerte y acrobática; parecida a una gran y oscura gaviota. Su pico negro tiene la punta curvada, y sus pies son negros, palmeados, y con garras afiladas. Esta subespecie se caracteriza por presentar el plumaje pardo-oscuro a negruzco —con manchas blancas en las alas—, la nuca con líneas doradas (no pálida), y las tapadas alares son oscuras. Cuando está posada, no contrasta el plumaje dorsal con el ventral.

## Distribución
Este taxón es característico de las aguas subantárticas del océano Atlántico sudoccidental, nidificando en el mar Argentino en islas de la Patagonia de la Argentina, así como también en las Malvinas. En invierno, se distribuye en aguas pelágicas al sudeste de América del Sur, en las Georgias del Sur, y Sandwich del Sur, llegando por el norte hasta el Uruguay.
Accidentalmente ha sido reportado en aguas de Omán, y posiblemente también en Chile, Brasil, Angola, Sudáfrica, la Antártida, entre otros.

## Costumbres
Se alimentan de un variado espectro de alimentos de origen animal, desde pichones y huevos de aves, aves pequeñas, peces, y hasta carroña. También puede ser parcialmente cleptoparásita, hostigando a otras aves marinas para robarles sus capturas. 
Esta subespecie nidifica en regiones de clima adverso, con fuertes vientos y frío casi todo el año. No duda en atacar al hombre si se aproxima a su nido. El resto del año frecuente las aguas alejadas de las costas.

## Taxonomía
Este taxón fue descrito originalmente por el naturalista francés René Primevère Lesson en el año 1831, bajo el nombre científico de: Lestris antarcticus. Su localidad tipo es: «islas Malvinas».
No ha habido estabilidad en su posición taxonómica. Algunos autores a este taxón lo han ubicado en el género: Catharacta; otros defienden el tratamiento de S. a. antarcticus, S. a. hamiltoni y S. a. lonnbergi como especies plenas, en especial esta última, mientras que otros la integran en el nivel subespecifico dentro de Stercorarius antarcticus.